# Бабенков Геннадій Дмитрович
Генна́дій Дми́трович Бабенко́в (нар. 22 травня 1946, м. Тернопіль) — український вчений-хірург. Доктор медичних наук (1995).

## Життєпис
Закінчив Тернопільський медичний інститут (1971, нині університет).
Працював лікарем (1971—1974), клінічним ординатором у Київському медичному інституті (1974–1976, нині Національний медичний університет імені О. О. Богомольця).
У 1976–1999 — старший науковий співробітник Інституту клінічної та експериментальної хірургії МОЗ України (м. Київ).
Від 1999 — професор, завідувач кафедри шпитальної хірургії Луганського медичного університету.